# غلبهار يوسف أباد (بربرود الغربي)
غلبهار یوسف أباد (بالفارسية: گل بهار یوسف‌آباد) هي منطقة سكنية تقع في إيران في قسم بربرود الغربي الریفي. يقدر عدد سكانها بـ 187 نسمة .